# Volana cyclota
Volana cyclota är en fjärilsart som beskrevs av Collenette 1959. Volana cyclota ingår i släktet Volana och familjen tofsspinnare. Inga underarter finns listade i Catalogue of Life.